# Jean-Pierre Rampal

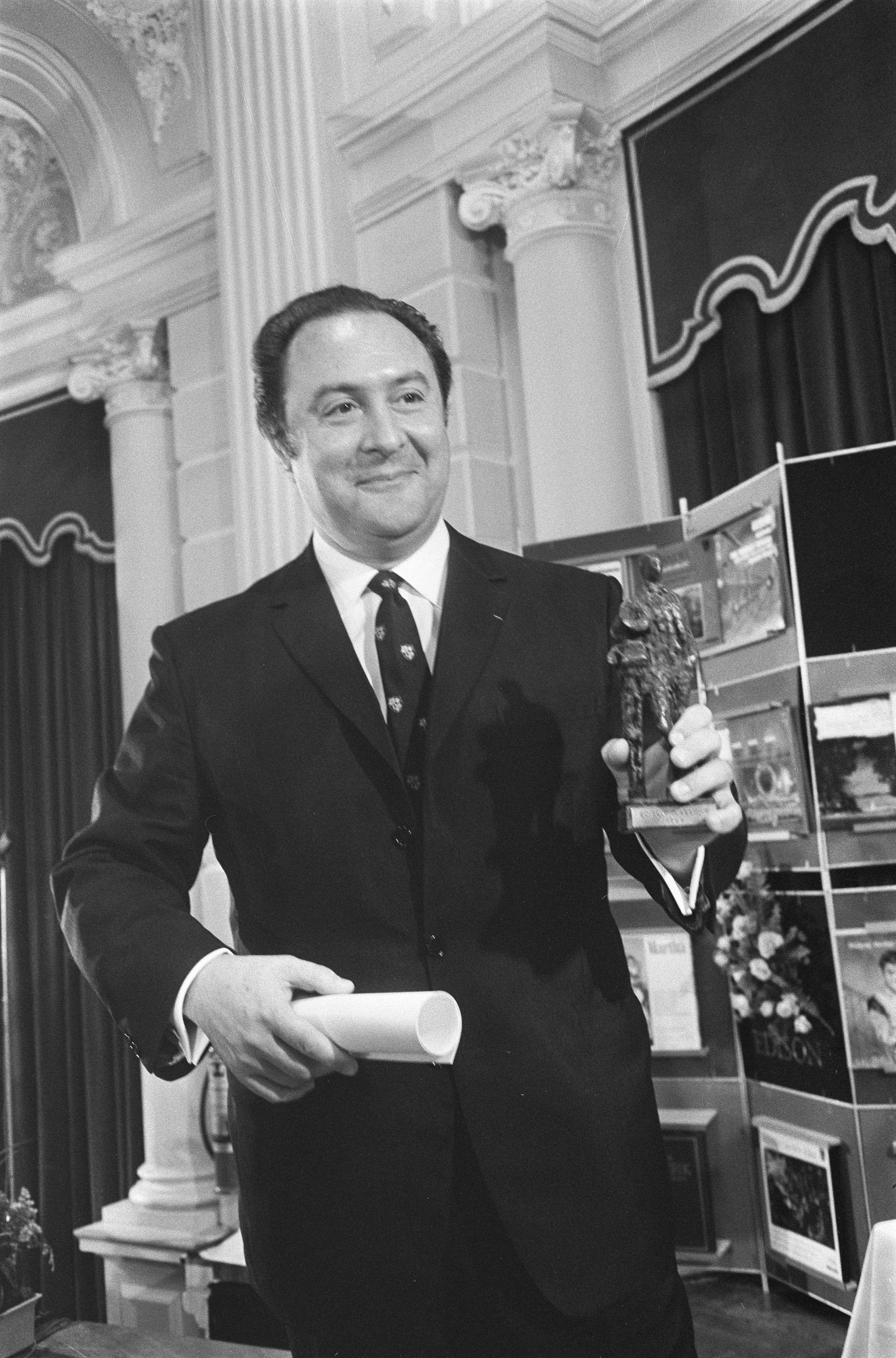
Jean-Pierre Rampal, Amsterdam 1969

Jean-Pierre Rampal (Marseille, 7 januari 1922 – Parijs, 20 mei 2000) was een wereldberoemd Frans fluitist.

## Opleiding
Rampals vader Joseph Rampal was fluitist in Marseille. Rampal studeerde aanvankelijk bij zijn vader aan het conservatorium in zijn woonplaats Marseille. Vanaf zijn 15e jaar speelde hij er al in een beroepsorkest. Hij ging aanvankelijk op aandringen van zijn ouders geneeskunde studeren aan de Universiteit van Aix-Marseille, maar stapte toch over naar het Parijse Conservatorium. Hij haalde er de "Premier Prix de virtuosité" in 1944.

## Activiteiten
Na de oorlog richtte Rampal een aantal kamermuziekensembles op, waaronder het Quintette à vent français (Frans blaaskwintet) en het Ensemble baroque de Paris. Hij trad daarnaast steeds meer op als solist, zowel in Frankrijk als internationaal. In 1955 werd hij solofluitist van de Opera van Parijs. In 1958 werd hij docent aan de mede door hem opgerichte Académie Internationale d'Été in Nice. Vanaf 1968 was hij docent aan het Conservatoire de Paris.
Rampal is een van de belangrijkste fluitisten van de 20e eeuw. Hij heeft een belangrijke bijdrage geleverd aan de acceptatie van de fluit als soloinstrument. Hij droeg bij aan de herontdekking van muziek uit de barok en de vroegklassieke periode. Anderzijds schreven ook veel hedendaagse componisten werken voor hem, waaronder Pierre Boulez, André Jolivet, Jean Françaix, Jindřich Feld, Henri Tomasi en Francis Poulenc (van wiens fluitsonate hij de première speelde met de componist op piano). In 1981 speelde Rampal de première van Leonard Bernsteins Halil, en begin jaren negentig speelde hij de solopartij tijdens de première van het fluitconcert van Krzysztof Penderecki. Rampal werkte herhaaldelijk samen met de belangrijkste musici van zijn tijd, zoals Mstislav Rostropovitsj, Isaac Stern en het Trio Pasquier. Hij ondernam uitstapjes naar de jazz, onder andere met de pianist Claude Bolling, en de wereldmuziek, met de Japanse Shakuhachi-fluitist Hozan Yamamoto.
Hij speelde op een gouden fluit van Louis Lot, de enige op de wereld, gekocht in de werkplaats van een antiquair.
Rampal stierf in 2000 en ligt begraven op de begraafplaats Montparnasse in Parijs. Naar hem is het jaarlijks internationaal fluitconcours in Parijs voor fluitisten onder de 30 jaar genoemd, het Concours de flûte Jean-Pierre Rampal.